# Hugo (Colorado)
Hugo es un pueblo ubicado en el condado de Lincoln en el estado estadounidense de Colorado. En el año 2000 tenía una población de 885 habitantes y una densidad poblacional de 354 personas por km².

## Geografía
Hugo se encuentra ubicada en las coordenadas 39°8′1″N 103°28′5″O / 39.13361, -103.46806.

## Demografía
Según la Oficina del Censo en 2000 los ingresos medios por hogar en la localidad eran de $30 259, y los ingresos medios por familia eran $36 667. Los hombres tenían unos ingresos medios de $29 583 frente a los $20 536 para las mujeres. La renta per cápita para la localidad era de $15. 669. Alrededor del 12,3% de la población estaba por debajo del umbral de pobreza.